# FC Veldidena
Der Fußballclub Veldidena 1919 ist ein österreichischer Fußballverein aus der Landeshauptstadt Innsbruck in Tirol. Er wurde am 1. Juli 1919 aus dem Rad- und Rennfahrverein Veldidena gegründet und ist damit der drittälteste Fußballklub des Landes Tirol.
FC Veldidena Innsbruck ist neben ATV Innsbruck, FC Germania Innsbruck, Innsbrucker SV, FC Rapid Innsbruck, und FC Wacker Innsbruck, einer jener Vereine, die im Jahr 1919 den Gauverband Tirol, den Vorläufer des Tiroler Fußballverbandes, gründeten. Der FC Veldidena ist, neben dem SK Wilten, einer der beiden Traditionsvereine des alten Innsbrucker Stadtteiles Wilten und trägt seine Herkunft auch im Namen: Veldidena war die römische Siedlung im Gebiet des heutigen Stadtteiles.

## Geschichte
1919–1938: Anfänge in der Tiroler Liga
| 1919–1938                                | 1919–1938                                                                          | 1919–1938                                                                          | 1919–1938                                                                          | 1919–1938                                                                          | 1919–1938                                                                          | 1919–1938                                                                          | 1919–1938                                                                          |
| Saison                                   | Platz (Teiln.)                                                                     | Sp                                                                                 | S                                                                                  | U                                                                                  | N                                                                                  | Tore                                                                               | Pkt.                                                                               |
| Qualifikation für Tiroler A-Liga 1920/21 | Qualifikation für Tiroler A-Liga 1920/21                                           | Qualifikation für Tiroler A-Liga 1920/21                                           | Qualifikation für Tiroler A-Liga 1920/21                                           | Qualifikation für Tiroler A-Liga 1920/21                                           | Qualifikation für Tiroler A-Liga 1920/21                                           | Qualifikation für Tiroler A-Liga 1920/21                                           | Qualifikation für Tiroler A-Liga 1920/21                                           |
| ---------------------------------------- | ---------------------------------------------------------------------------------- | ---------------------------------------------------------------------------------- | ---------------------------------------------------------------------------------- | ---------------------------------------------------------------------------------- | ---------------------------------------------------------------------------------- | ---------------------------------------------------------------------------------- | ---------------------------------------------------------------------------------- |
| 1919/20                                  | konnte sich nicht qualifizieren FC Rapid Innsbruck II – FC Veldidena Innsbruck 2;1 | konnte sich nicht qualifizieren FC Rapid Innsbruck II – FC Veldidena Innsbruck 2;1 | konnte sich nicht qualifizieren FC Rapid Innsbruck II – FC Veldidena Innsbruck 2;1 | konnte sich nicht qualifizieren FC Rapid Innsbruck II – FC Veldidena Innsbruck 2;1 | konnte sich nicht qualifizieren FC Rapid Innsbruck II – FC Veldidena Innsbruck 2;1 | konnte sich nicht qualifizieren FC Rapid Innsbruck II – FC Veldidena Innsbruck 2;1 | konnte sich nicht qualifizieren FC Rapid Innsbruck II – FC Veldidena Innsbruck 2;1 |
| Tiroler B-Klasse                         |                                                                                    |                                                                                    |                                                                                    |                                                                                    |                                                                                    |                                                                                    |                                                                                    |
| 1920/21                                  | keine Daten vorhanden                                                              | keine Daten vorhanden                                                              | keine Daten vorhanden                                                              | keine Daten vorhanden                                                              | keine Daten vorhanden                                                              | keine Daten vorhanden                                                              | keine Daten vorhanden                                                              |
| Tiroler A-Klasse                         |                                                                                    |                                                                                    |                                                                                    |                                                                                    |                                                                                    |                                                                                    |                                                                                    |
| 1922                                     | 03. (4)                                                                            | 03                                                                                 | 01                                                                                 | 0                                                                                  | 02                                                                                 | 4:7                                                                                | 0                                                                                  |
| 1922/23                                  | 04. (4)                                                                            | 06                                                                                 | 0                                                                                  | 0                                                                                  | 06                                                                                 | 6:20                                                                               | 0                                                                                  |
| 1923/24                                  | 04. (4)                                                                            | 06                                                                                 | 01                                                                                 | 0                                                                                  | 05                                                                                 | 6:27                                                                               | 2                                                                                  |
| Tiroler B-Klasse                         |                                                                                    |                                                                                    |                                                                                    |                                                                                    |                                                                                    |                                                                                    |                                                                                    |
| 1924/25                                  | 01.                                                                                | keine Daten vorhanden                                                              | keine Daten vorhanden                                                              | keine Daten vorhanden                                                              | keine Daten vorhanden                                                              | keine Daten vorhanden                                                              | keine Daten vorhanden                                                              |
| Tiroler A-Klasse                         |                                                                                    |                                                                                    |                                                                                    |                                                                                    |                                                                                    |                                                                                    |                                                                                    |
| 1925/26                                  | 02. (5)                                                                            | 08                                                                                 | 05                                                                                 | 01                                                                                 | 02                                                                                 | 27:12                                                                              | 11                                                                                 |
| 1927                                     | 03. (4)                                                                            | 06                                                                                 | 02                                                                                 | 01                                                                                 | 03                                                                                 | 12:24                                                                              | 5                                                                                  |
| 1928                                     | 01. (6)                                                                            | 10                                                                                 | 08                                                                                 | 0                                                                                  | 02                                                                                 | 44:16                                                                              | 16                                                                                 |
| 1928/29                                  | 02. (5)                                                                            | 06                                                                                 | 05                                                                                 | 0                                                                                  | 03                                                                                 | 26:25                                                                              | 10                                                                                 |
| 1929/30                                  | 02. (4)                                                                            | 06                                                                                 | 05                                                                                 | 0                                                                                  | 01                                                                                 | 13:9                                                                               | 10                                                                                 |
| 1930/31                                  | 02. (7)                                                                            | 12                                                                                 | 07                                                                                 | 01                                                                                 | 04                                                                                 | 31:23                                                                              | 15                                                                                 |
| 1931/32                                  | 04. (4)                                                                            | 06                                                                                 | 0                                                                                  | 0                                                                                  | 06                                                                                 | 7:27                                                                               | 0                                                                                  |
| 1932/33                                  | 04. (7)                                                                            | 12                                                                                 | 05                                                                                 | 01                                                                                 | 06                                                                                 | 21:19                                                                              | 11                                                                                 |
| 1933/34                                  | 03. (7)                                                                            | 12                                                                                 | 07                                                                                 | 0                                                                                  | 05                                                                                 | 34:28                                                                              | 14                                                                                 |
| 1934/35                                  | 05. (7)                                                                            | 12                                                                                 | 03                                                                                 | 01                                                                                 | 08                                                                                 | 23:37                                                                              | 7                                                                                  |
| 1935/36                                  | 04. (7)                                                                            | 12                                                                                 | 05                                                                                 | 02                                                                                 | 05                                                                                 | 18:40                                                                              | 12                                                                                 |
| 1936/37                                  | 05. (7)                                                                            | 12                                                                                 | 03                                                                                 | 02                                                                                 | 07                                                                                 | 21:38                                                                              | 00                                                                                 |
| 1937/38                                  | keine Daten vorhanden                                                              | keine Daten vorhanden                                                              | keine Daten vorhanden                                                              | keine Daten vorhanden                                                              | keine Daten vorhanden                                                              | keine Daten vorhanden                                                              | keine Daten vorhanden                                                              |
| Legende                                  |                                                                                    |                                                                                    |                                                                                    |                                                                                    |                                                                                    |                                                                                    |                                                                                    |
|                                          | Tiroler Meister bzw. Aufstieg                                                      |                                                                                    |                                                                                    |                                                                                    |                                                                                    |                                                                                    |                                                                                    |
|                                          | Abstieg                                                                            |                                                                                    |                                                                                    |                                                                                    |                                                                                    |                                                                                    |                                                                                    |

Der FC Veldidena Innsbruck nahm 1919 an dem Qualifikationsturnier zur Meisterschaft 1920/21 teil. Dort scheiterte die Wiltener an der 2. Auswahl des FC Rapid Innsbruck mit 2:1 und musste in der Tiroler B-Klasse spielen. Dort gelang es gleich in der Folgesaison in die A-Klasse aufzusteigen. In der A-Klasse verweilte man bis zum Ausbruch des Weltkrieges. Zwei Mal konnte sich der FC Veldidena über einen dritten Platz jubeln, viermal wurde der Verein Vizemeister. Die Krönung war im Jahr 1928, in dem Jahr, wo man zum ersten Mal, und auch zum letzten Mal, Tiroler Meister wurde
1938–1945: Zwangsauflösung
Veldidena Innsbruck wurde im Sommer 1938, ebenso wie die weiteren Tiroler Vereine Sturm Innsbruck, Reichsbahn Innsbruck, SK Wilten, Pfadfinder und Mühlau zwangsaufgelöst. Aus der Chronik des SK Wilten ist dazu zu entnehmen, dass der Tiroler Fußballverband eine Reduzierung der Vereine anstrebte. Nach dem Weltkrieg nahm der Verein wieder seine Tätigkeit wieder auf.
1945–1950: Nachkriegszeit
| 1945–1950                                                     | 1945–1950                   | 1945–1950                   | 1945–1950                   | 1945–1950                   | 1945–1950                   | 1945–1950                   | 1945–1950                   |
| Saison                                                        | Platz (Teiln.)              | Sp                          | S                           | U                           | N                           | Tore                        | Pkt.                        |
| !keine vollständigen Daten!                                   | !keine vollständigen Daten! | !keine vollständigen Daten! | !keine vollständigen Daten! | !keine vollständigen Daten! | !keine vollständigen Daten! | !keine vollständigen Daten! | !keine vollständigen Daten! |
| ------------------------------------------------------------- | --------------------------- | --------------------------- | --------------------------- | --------------------------- | --------------------------- | --------------------------- | --------------------------- |
| 1946 K1                                                       | keine vollständigen Daten   | keine vollständigen Daten   | keine vollständigen Daten   | keine vollständigen Daten   | keine vollständigen Daten   | keine vollständigen Daten   | keine vollständigen Daten   |
| 1946/47 K1                                                    | keine vollständigen Daten   | keine vollständigen Daten   | keine vollständigen Daten   | keine vollständigen Daten   | keine vollständigen Daten   | keine vollständigen Daten   | keine vollständigen Daten   |
| 1947/48                                                       | keine vollständigen Daten   | keine vollständigen Daten   | keine vollständigen Daten   | keine vollständigen Daten   | keine vollständigen Daten   | keine vollständigen Daten   | keine vollständigen Daten   |
| B-Klasse Innsbruck                                            |                             |                             |                             |                             |                             |                             |                             |
| 1948/49                                                       | 08. (8)                     | keine vollständigen Daten   | keine vollständigen Daten   | keine vollständigen Daten   | keine vollständigen Daten   | keine vollständigen Daten   | keine vollständigen Daten   |
| 2. Klasse Oberland                                            |                             |                             |                             |                             |                             |                             |                             |
| 1949/50                                                       | 08. (8)                     | keine vollständigen Daten   | keine vollständigen Daten   | keine vollständigen Daten   | keine vollständigen Daten   | keine vollständigen Daten   | keine vollständigen Daten   |
| Legende                                                       |                             |                             |                             |                             |                             |                             |                             |
|                                                               | Aufstieg                    |                             |                             |                             |                             |                             |                             |
|                                                               | Abstieg                     |                             |                             |                             |                             |                             |                             |
| K1 Änderung des Meisterschaftsmodus und Umbenennung der Liga. |                             |                             |                             |                             |                             |                             |                             |

Die Zeit nach dem Krieg spielte der Fußballklub in den unteren Innsbrucker Ligen. In der Saison 1948/49 in der B-Klasse Innsbruck und 1949/50 eine Stufe tiefer, in der 2. Klasse Oberland.
1950–1985: 1. Klasse Innsbruck
| 1950–1985                                                     | 1950–1985                 | 1950–1985                 | 1950–1985                 | 1950–1985                 | 1950–1985                 | 1950–1985                 | 1950–1985                 |
| Saison                                                        | Platz (Teiln.)            | Sp                        | S                         | U                         | N                         | Tore                      | Pkt.                      |
| 1. Klasse Innsbruck                                           | 1. Klasse Innsbruck       | 1. Klasse Innsbruck       | 1. Klasse Innsbruck       | 1. Klasse Innsbruck       | 1. Klasse Innsbruck       | 1. Klasse Innsbruck       | 1. Klasse Innsbruck       |
| ------------------------------------------------------------- | ------------------------- | ------------------------- | ------------------------- | ------------------------- | ------------------------- | ------------------------- | ------------------------- |
| 1950/51 K1                                                    | 07. (8)                   | keine vollständigen Daten | keine vollständigen Daten | keine vollständigen Daten | keine vollständigen Daten | keine vollständigen Daten | keine vollständigen Daten |
| 1951/52                                                       | 03. (6)                   | keine vollständigen Daten | keine vollständigen Daten | keine vollständigen Daten | keine vollständigen Daten | keine vollständigen Daten | keine vollständigen Daten |
| 1952/53                                                       | 07. (9)                   | keine vollständigen Daten | keine vollständigen Daten | keine vollständigen Daten | keine vollständigen Daten | keine vollständigen Daten | keine vollständigen Daten |
| 1953/54                                                       | 02. (4)                   | keine vollständigen Daten | keine vollständigen Daten | keine vollständigen Daten | keine vollständigen Daten | keine vollständigen Daten | keine vollständigen Daten |
| 1954/55                                                       | 04. (7)                   | keine vollständigen Daten | keine vollständigen Daten | keine vollständigen Daten | keine vollständigen Daten | keine vollständigen Daten | keine vollständigen Daten |
| 1955/56                                                       | 06. (9)                   | keine vollständigen Daten | keine vollständigen Daten | keine vollständigen Daten | keine vollständigen Daten | keine vollständigen Daten | keine vollständigen Daten |
| 1956/57                                                       | 03. (8)                   | keine vollständigen Daten | keine vollständigen Daten | keine vollständigen Daten | keine vollständigen Daten | keine vollständigen Daten | keine vollständigen Daten |
| 1957/58                                                       | 06. (7)                   | keine vollständigen Daten | keine vollständigen Daten | keine vollständigen Daten | keine vollständigen Daten | keine vollständigen Daten | keine vollständigen Daten |
| 1958/59                                                       | 03. (6)                   | keine vollständigen Daten | keine vollständigen Daten | keine vollständigen Daten | keine vollständigen Daten | keine vollständigen Daten | keine vollständigen Daten |
| 1959/60                                                       | keine vollständigen Daten | keine vollständigen Daten | keine vollständigen Daten | keine vollständigen Daten | keine vollständigen Daten | keine vollständigen Daten | keine vollständigen Daten |
| !keine vollständigen Daten!                                   |                           |                           |                           |                           |                           |                           |                           |
| 1960/61 K1                                                    | keine vollständigen Daten | keine vollständigen Daten | keine vollständigen Daten | keine vollständigen Daten | keine vollständigen Daten | keine vollständigen Daten | keine vollständigen Daten |
| 1961/62                                                       | keine vollständigen Daten | keine vollständigen Daten | keine vollständigen Daten | keine vollständigen Daten | keine vollständigen Daten | keine vollständigen Daten | keine vollständigen Daten |
| 1962/63                                                       | keine vollständigen Daten | keine vollständigen Daten | keine vollständigen Daten | keine vollständigen Daten | keine vollständigen Daten | keine vollständigen Daten | keine vollständigen Daten |
| 1963/64                                                       | keine vollständigen Daten | keine vollständigen Daten | keine vollständigen Daten | keine vollständigen Daten | keine vollständigen Daten | keine vollständigen Daten | keine vollständigen Daten |
| 1964/65                                                       | keine vollständigen Daten | keine vollständigen Daten | keine vollständigen Daten | keine vollständigen Daten | keine vollständigen Daten | keine vollständigen Daten | keine vollständigen Daten |
| 1965/66                                                       | keine vollständigen Daten | keine vollständigen Daten | keine vollständigen Daten | keine vollständigen Daten | keine vollständigen Daten | keine vollständigen Daten | keine vollständigen Daten |
| 1966/67                                                       | keine vollständigen Daten | keine vollständigen Daten | keine vollständigen Daten | keine vollständigen Daten | keine vollständigen Daten | keine vollständigen Daten | keine vollständigen Daten |
| 1967/68                                                       | keine vollständigen Daten | keine vollständigen Daten | keine vollständigen Daten | keine vollständigen Daten | keine vollständigen Daten | keine vollständigen Daten | keine vollständigen Daten |
| 1968/69                                                       | keine vollständigen Daten | keine vollständigen Daten | keine vollständigen Daten | keine vollständigen Daten | keine vollständigen Daten | keine vollständigen Daten | keine vollständigen Daten |
| 1969/70                                                       | keine vollständigen Daten | keine vollständigen Daten | keine vollständigen Daten | keine vollständigen Daten | keine vollständigen Daten | keine vollständigen Daten | keine vollständigen Daten |
| 1970/71                                                       | keine vollständigen Daten | keine vollständigen Daten | keine vollständigen Daten | keine vollständigen Daten | keine vollständigen Daten | keine vollständigen Daten | keine vollständigen Daten |
| 1971/72                                                       | keine vollständigen Daten | keine vollständigen Daten | keine vollständigen Daten | keine vollständigen Daten | keine vollständigen Daten | keine vollständigen Daten | keine vollständigen Daten |
| 1972/73                                                       | keine vollständigen Daten | keine vollständigen Daten | keine vollständigen Daten | keine vollständigen Daten | keine vollständigen Daten | keine vollständigen Daten | keine vollständigen Daten |
| 1973/74                                                       | keine vollständigen Daten | keine vollständigen Daten | keine vollständigen Daten | keine vollständigen Daten | keine vollständigen Daten | keine vollständigen Daten | keine vollständigen Daten |
| !keine vollständigen Daten!                                   |                           |                           |                           |                           |                           |                           |                           |
| 1974/75 K1                                                    | keine vollständigen Daten | keine vollständigen Daten | keine vollständigen Daten | keine vollständigen Daten | keine vollständigen Daten | keine vollständigen Daten | keine vollständigen Daten |
| 1975/76                                                       | keine vollständigen Daten | keine vollständigen Daten | keine vollständigen Daten | keine vollständigen Daten | keine vollständigen Daten | keine vollständigen Daten | keine vollständigen Daten |
| 1976/77 2                                                     | keine vollständigen Daten | keine vollständigen Daten | keine vollständigen Daten | keine vollständigen Daten | keine vollständigen Daten | keine vollständigen Daten | keine vollständigen Daten |
| !keine vollständigen Daten!                                   |                           |                           |                           |                           |                           |                           |                           |
| 1977/78 K1                                                    | keine vollständigen Daten | keine vollständigen Daten | keine vollständigen Daten | keine vollständigen Daten | keine vollständigen Daten | keine vollständigen Daten | keine vollständigen Daten |
| 1978/79                                                       | keine vollständigen Daten | keine vollständigen Daten | keine vollständigen Daten | keine vollständigen Daten | keine vollständigen Daten | keine vollständigen Daten | keine vollständigen Daten |
| 1979/80                                                       | keine vollständigen Daten | keine vollständigen Daten | keine vollständigen Daten | keine vollständigen Daten | keine vollständigen Daten | keine vollständigen Daten | keine vollständigen Daten |
| 1980/81                                                       | keine vollständigen Daten | keine vollständigen Daten | keine vollständigen Daten | keine vollständigen Daten | keine vollständigen Daten | keine vollständigen Daten | keine vollständigen Daten |
| 1981/82                                                       | keine vollständigen Daten | keine vollständigen Daten | keine vollständigen Daten | keine vollständigen Daten | keine vollständigen Daten | keine vollständigen Daten | keine vollständigen Daten |
| 1982/83                                                       | keine vollständigen Daten | keine vollständigen Daten | keine vollständigen Daten | keine vollständigen Daten | keine vollständigen Daten | keine vollständigen Daten | keine vollständigen Daten |
| 1983/84                                                       | keine vollständigen Daten | keine vollständigen Daten | keine vollständigen Daten | keine vollständigen Daten | keine vollständigen Daten | keine vollständigen Daten | keine vollständigen Daten |
| 1984/85                                                       | keine vollständigen Daten | keine vollständigen Daten | keine vollständigen Daten | keine vollständigen Daten | keine vollständigen Daten | keine vollständigen Daten | keine vollständigen Daten |
| Legende                                                       |                           |                           |                           |                           |                           |                           |                           |
|                                                               | Aufstieg                  |                           |                           |                           |                           |                           |                           |
|                                                               | Abstieg                   |                           |                           |                           |                           |                           |                           |
| K1 Änderung des Meisterschaftsmodus und Umbenennung der Liga. |                           |                           |                           |                           |                           |                           |                           |

1950, 1960, 1974, 1977 wurden immer wieder Reformen der österreichischen Ligen durchgeführt. Leider gibt es keine näheren Informationen über den Verein, der vermutlich in der ersten Klasse Innsbruck und andere Innsbrucker Unterklassen spielte.
1985–1995: 2. Klasse
| 1985 – 1995                                                   | 1985 – 1995                 | 1985 – 1995                 | 1985 – 1995                 | 1985 – 1995                 | 1985 – 1995                 | 1985 – 1995                 | 1985 – 1995                 |
| Saison                                                        | Platz (Teiln.)              | Sp                          | S                           | U                           | N                           | Tore                        | Pkt.                        |
| !keine vollständigen Daten!                                   | !keine vollständigen Daten! | !keine vollständigen Daten! | !keine vollständigen Daten! | !keine vollständigen Daten! | !keine vollständigen Daten! | !keine vollständigen Daten! | !keine vollständigen Daten! |
| ------------------------------------------------------------- | --------------------------- | --------------------------- | --------------------------- | --------------------------- | --------------------------- | --------------------------- | --------------------------- |
| 1985/86 K1                                                    | keine vollständigen Daten   | keine vollständigen Daten   | keine vollständigen Daten   | keine vollständigen Daten   | keine vollständigen Daten   | keine vollständigen Daten   | keine vollständigen Daten   |
| 1986/87                                                       | keine vollständigen Daten   | keine vollständigen Daten   | keine vollständigen Daten   | keine vollständigen Daten   | keine vollständigen Daten   | keine vollständigen Daten   | keine vollständigen Daten   |
| 1987/88                                                       | keine vollständigen Daten   | keine vollständigen Daten   | keine vollständigen Daten   | keine vollständigen Daten   | keine vollständigen Daten   | keine vollständigen Daten   | keine vollständigen Daten   |
| 1988/89                                                       | keine vollständigen Daten   | keine vollständigen Daten   | keine vollständigen Daten   | keine vollständigen Daten   | keine vollständigen Daten   | keine vollständigen Daten   | keine vollständigen Daten   |
| 1989/90                                                       | keine vollständigen Daten   | keine vollständigen Daten   | keine vollständigen Daten   | keine vollständigen Daten   | keine vollständigen Daten   | keine vollständigen Daten   | keine vollständigen Daten   |
| 2. Klasse Innsbruck                                           |                             |                             |                             |                             |                             |                             |                             |
| 1990/91                                                       | 04. (12)                    | 22                          | 12                          | 05                          | 05                          | 60:35                       | 29                          |
| 1991/92                                                       | 09. (12)                    | 22                          | 07                          | 03                          | 12                          | 45:58                       | 17                          |
| 2. Klasse Mitte                                               |                             |                             |                             |                             |                             |                             |                             |
| 1992/93                                                       | 08. (10)                    | 18                          | 04                          | 06                          | 08                          | 33:46                       | 14                          |
| 1993/94                                                       | 02. (12)                    | 22                          | 16                          | 02                          | 04                          | 68:29                       | 34                          |
| 1994/95                                                       | 03. (11)                    | 20                          | 13                          | 03                          | 04                          | 61:23                       | 29                          |
| Legende                                                       |                             |                             |                             |                             |                             |                             |                             |
|                                                               | Aufstieg                    |                             |                             |                             |                             |                             |                             |
|                                                               | Abstieg                     |                             |                             |                             |                             |                             |                             |
| K1 Änderung des Meisterschaftsmodus und Umbenennung der Liga. |                             |                             |                             |                             |                             |                             |                             |

1985 wurde wieder eine Reform des österreichischen Ligen durchgeführt. Der Verein aus Wilten befand sich in dieser Zeit in der 2. Klasse Innsbruck. Die Spielklasse wurde in der Saison 1993/94 in 2. Klasse Mitte umbenannt.
1995–2011: Aufstieg in die Landesliga West
| 1995 – 2011                                 | 1995 – 2011     | 1995 – 2011     | 1995 – 2011     | 1995 – 2011     | 1995 – 2011     | 1995 – 2011     | 1995 – 2011     |
| Saison                                      | Platz (Teiln.)  | Sp              | S               | U               | N               | Tore            | Pkt.            |
| 2. Klasse Mitte                             | 2. Klasse Mitte | 2. Klasse Mitte | 2. Klasse Mitte | 2. Klasse Mitte | 2. Klasse Mitte | 2. Klasse Mitte | 2. Klasse Mitte |
| ------------------------------------------- | --------------- | --------------- | --------------- | --------------- | --------------- | --------------- | --------------- |
| 1995/96 K1                                  | 02. (12)        | 22              | 16              | 01              | 05              | 75:30           | 49              |
| 1. Klasse B                                 |                 |                 |                 |                 |                 |                 |                 |
| 1996/97                                     | 11. (14)        | 26              | 07              | 07              | 12              | 43:65           | 28              |
| 2. Klasse Mitte                             |                 |                 |                 |                 |                 |                 |                 |
| 1997/98                                     | 02. (10)        | 18              | 12              | 04              | 02              | 46:16           | 40              |
| 1998/99                                     | 04. (10)        | 18              | 09              | 01              | 08              | 39:43           | 28              |
| 1999/2000                                   | 01. (10)        | 18              | 14              | 02              | 02              | 57:20           | 44              |
| 1. Klasse Mitte                             |                 |                 |                 |                 |                 |                 |                 |
| 2000/01                                     | 12. (12)        | 22              | 06              | 02              | 14              | 36:64           | 20              |
| 2. Klasse Ost                               |                 |                 |                 |                 |                 |                 |                 |
| 2001/02                                     | 01. (15)        | 28              | 19              | 04              | 05              | 87:41           | 61              |
| 1. Klasse Mitte                             |                 |                 |                 |                 |                 |                 |                 |
| 2002/03                                     | 06. (12)        | 22              | 09              | 03              | 10              | 30:43           | 30              |
| 2003/04                                     | 02. (12)        | 22              | 15              | 03              | 04              | 67:28           | 48              |
| Gebietsliga West                            |                 |                 |                 |                 |                 |                 |                 |
| 2004/05                                     | 01. (14)        | 26              | 17              | 04              | 05              | 63:34           | 55              |
| Landesliga West                             |                 |                 |                 |                 |                 |                 |                 |
| 2005/06                                     | 03. (14)        | 26              | 13              | 04              | 09              | 52:44           | 43              |
| 2006/07                                     | 08. (14)        | 26              | 09              | 04              | 13              | 38:47           | 31              |
| 2007/08                                     | 07. (14)        | 26              | 09              | 09              | 08              | 54:39           | 36              |
| 2008/09                                     | 11. (14)        | 26              | 08              | 06              | 12              | 38:49           | 30              |
| 2009/10                                     | 11. (14)        | 26              | 09              | 03              | 14              | 34:47           | 30              |
| 2010/11                                     | 13. (14)        | 26              | 05              | 05              | 16              | 27:48           | 20              |
| Legende                                     |                 |                 |                 |                 |                 |                 |                 |
|                                             | Aufstieg        |                 |                 |                 |                 |                 |                 |
|                                             | Abstieg         |                 |                 |                 |                 |                 |                 |
| K1 1995/96: Einführung der Dreipunkteregel. |                 |                 |                 |                 |                 |                 |                 |

Von 1995 bis 2004 wandelte der Verein in den untersten zwei Klassen von Innsbruck herum. 2004 gelang der Aufstieg in die Gebietsliga West und in der Folgesaison gleich auch der Aufstieg in die Landesliga West. Dort konnte man sich sechs Jahre lang sich halten.
Seit 2011: Gebietsliga, 1. Klasse und Bezirksliga
| 2011 – heute     | 2011 – heute     | 2011 – heute     | 2011 – heute     | 2011 – heute     | 2011 – heute     | 2011 – heute     | 2011 – heute     |
| Saison           | Platz (Teiln.)   | Sp               | S                | U                | N                | Tore             | Pkt.             |
| Gebietsliga West | Gebietsliga West | Gebietsliga West | Gebietsliga West | Gebietsliga West | Gebietsliga West | Gebietsliga West | Gebietsliga West |
| ---------------- | ---------------- | ---------------- | ---------------- | ---------------- | ---------------- | ---------------- | ---------------- |
| 2011/12          | 04. (14)         | 26               | 15               | 02               | 09               | 59:38            | 47               |
| 2012/13          | 04. (14)         | 26               | 13               | 05               | 08               | 52:29            | 44               |
| 2013/14          | 03. (14)         | 26               | 13               | 07               | 06               | 57:35            | 46               |
| 2014/15          | 07. (14)         | 26               | 11               | 04               | 11               | 40:39            | 37               |
| 2015/16          | 08. (14)         | 26               | 11               | 05               | 10               | 57:54            | 38               |
| 2016/17          | 14. (14)         | 26               | 03               | 02               | 21               | 14:99            | 11               |
| Bezirksliga West |                  |                  |                  |                  |                  |                  |                  |
| 2017/18          | 14. (14)         | 26               | 02               | 07               | 17               | 33:71            | 13               |
| 1. Klasse West   |                  |                  |                  |                  |                  |                  |                  |
| 2018/19          | 2. (14)          | 26               | 18               | 02               | 06               | 96:45            | 56               |
| 2019/20          | 2. (14)          | 13               | 06               | 02               | 05               | 30:30            | 20               |
| Bezirksliga West |                  |                  |                  |                  |                  |                  |                  |
| 2020/21          |                  |                  |                  | 0                | 0                |                  |                  |
| Legende          |                  |                  |                  |                  |                  |                  |                  |
|                  | Aufstieg         |                  |                  |                  |                  |                  |                  |
|                  | Abstieg          |                  |                  |                  |                  |                  |                  |

Seit 2011 spielt der Verein in den unteren Tiroler Ligen.

## Titel und Erfolge
- 1 × Meister der A-Klasse: 1928
- 4 × Vizemeister der A-Klasse: 1926, 1929, 1930, 1931
- 1 × Teilnahme A-Klasse: 1921/22 bis 1923/24 bis 1936/37
- 6 × Fünftligateilnahme (Landesliga): 2005/06 bis 2010/11